# 조민호 (축구 선수)
조민호(2004년 4월 10일 ~ )는 대한민국의 축구 선수로 현재 K리그2의 부산 아이파크에서 공격형 미드필더로 활동 중이다.